# ケイン号の叛乱
『ケイン号の叛乱』（ケインごうのはんらん、原題：The Caine Mutiny（英語））は、1954年制作のアメリカの軍事裁判映画。第二次世界大戦の太平洋戦域を舞台に、アメリカ海軍の駆逐艦掃海艇内での出来事とその後の軍法会議を描いている。
ピューリッツァー賞を受賞したハーマン・ウォークの同名の世界的ベストセラー小説（1951年発表）を「ハリウッド・テン」の一人だった監督エドワード・ドミトリク、製作スタンリー・クレイマー、出演ハンフリー・ボガート、ホセ・フェラーなど当時のハリウッドの超一流スタッフ・キャストが総結集、映画史上に残る名作ドラマに作り上げた。
主演のロバート・フランシスはその後を嘱望されるも、公開翌年に自ら操縦する飛行機の墜落事故で25歳の若さで亡くなった。

## あらすじ
第二次世界大戦中の1943年、プリンストン大学を卒業したウィリー・キース（ロバート・フランシス）はナイトクラブ歌手で恋人のメイ・ウィン（メイ・ウィン）に別れを告げ海軍に入隊。少尉としてアメリカ海軍の老朽掃海駆逐艦ケイン号に配属される。戦闘任務を希望していたウィリーには掃海任務は不本意であり、口が悪く人を食ったような態度のデヴリース艦長（トム・テューリー）にも、がさつで下品な乗組員たちにも馴染めなかった。やがてデヴリースは新任務を得てケイン号を去ることとなり、新任艦長として着任したクイーグ（ハンフリー・ボガード）と交替して艦を降りる。その離艦の際、乗組員たちのデヴリースに対する畏敬の念に触れたウィリーは不思議がるが、副長のマリク大尉（ヴァン・ジョンソン）は「それが解れば君も一人前だ」と彼に告げる。
クイーグはケイン号の風紀の乱れを直して規律あるものにすると宣言。ウィリーはそんな彼に傾倒する。しかし、徐々に艦内では新艦長に対する乗組員たちの不満が募っていった。クイーグは部下に対して非常に厳格な姿勢で臨む一方で、自らのミスにより起きたトラブルの責任を部下になすり付けるように受け取れる態度を取っていたからだ。部下たちはクイーグを軽蔑し、密かに彼を揶揄する戯れ歌「黄色い染料」まで作って嘲笑する始末であった。マリクはそんな艦内の雰囲気を厳しく戒めつつも内心ではクイーグに対する不信感を募らせていた。配給されたイチゴがなくなった程度のことでクイーグは乗組員全員の所持品検査を命じる。小説家志望で皮肉屋のキーファー大尉（フレッド・マクマレイ）は親友でもあるマリクに対し、艦長には明らかに偏執症（パラノイア）の徴候があり、非常時に下級士官が指揮官を解任できるとする海軍規程第184条に則って副官は指揮を代行すべきだと忠告する。マリクは取合おうとはしなかったが、万が一に備えて艦長の異常行動を記す日誌を密かに付け始める。
そんな矢先、艦は猛烈な台風に遭遇、あわや転覆の危機に陥る。クイーグが取り乱して一時心神喪失状態となり、操艦もおぼつかなくなったとマリクが判断して、クイーグを解任、自ら指揮を執って嵐を乗り切った。彼は帰還後、軍法会議にかけられることとなる。反乱行為で絞首刑の可能性の高い裁判を8人の弁護士が断った。打診を受けた法務将校のグリーンウォルド大尉（ホセ・フェラー）がマリクと共同被告のウィリーに会いに来る。クイーグの非を訴えるウィリーやマリクに対しグリーンウォルドは、たしかに台風で3隻沈んだが、194隻は指揮の交替なしに乗り切ったし、3人の精神科医がクイーグを正常と判定したという。ほぼ勝ち目は無いが、グリーンウォルドは「無実だから」と弁護人を引き受ける。
法廷では士官・乗組員などが証言台に立つが悉く検察官チャーリー少佐（E・G・マーシャル）によって論破され、日誌も医学的根拠がないと一蹴されてしまう。頼りにしていたキーファーも態度を一変させてマリクに不利な証言をする。更には精神鑑定を担当したディクソン軍医（ウィット・ヴィセル）が艦長には何ら精神疾患の兆候も見られないと証言、マリクは窮地に立たされる。そんな状況に至っても、グリーンウォルドは効果的な反対尋問をせず静観する。
やがてクイーグ艦長本人が法廷に登場。ついにグリーンウォルドの起死回生の反撃が始まる…。
そして時は流れ、ウィリーはメイと結婚、新しい艦艇に副長として乗りこんだ。艦長はケイン号の前艦長デヴリースだった。

## スタッフ
- 監督：エドワード・ドミトリク
- 製作：スタンリー・クレイマー
- 脚本：スタンリー・ロバーツ
- 原作：ハーマン・ウォーク
- 撮影：フランツ・プラナー
- 音楽：マックス・スタイナー

## キャスト
ケイン号乗組員
- フィリップ・クイーグ少佐（新任艦長） - ハンフリー・ボガート
- ウィリアム・デヴリース少佐（前艦長） - トム・テューリー（英語版）
- スティーヴ・マリク大尉（副長） - ヴァン・ジョンソン
- トーマス・キーファー大尉（通信長） - フレッド・マクマレイ
- ウィリー・キース少尉（当初は候補生） - ロバート・フランシス[10]
- バーニー・ハーディン少尉 - ジェリー・パリス（英語版）
- “ミートボール”（甲板員） - リー・マーヴィン

海軍軍法会議関係者
- ブレイクリー大佐（裁判長） - ワーナー・アンダーソン（英語版）
- ジョン・チャーリー少佐（検察官） - E・G・マーシャル
- バーニー・グリーンウォルド大尉（弁護人） - ホセ・フェラー
- ディクソン軍医中佐（精神科医） - ウィット・ヴィセル（英語版）

その他
- メイ・ウィン（ナイトクラブ歌手、ウィリーの恋人） - メイ・ウィン（英語版）[11]
- キース夫人（ウィリーの母） - キャサリン・ウォーレン（英語版）

## 日本語吹替
| 役名             | 俳優                     | 日本語吹替                          | 日本語吹替                           |
| 役名             | 俳優                     | TBS版                               | フジテレビ版                         |
| ---------------- | ------------------------ | ----------------------------------- | ------------------------------------ |
| クイーグ         | ハンフリー・ボガート     | 大木民夫                            | 久米明                               |
| マリク           | ヴァン・ジョンソン       | 田中信夫                            | 井上孝雄                             |
| キーファー       | フレッド・マクマレイ     | 宮川洋一                            | 大平透                               |
| グリーンウォルド | ホセ・フェラー           | 家弓家正                            | 瑳川哲朗                             |
| ミートボール     | リー・マーヴィン         | 細井重之                            | 小林清志                             |
| キース           | ロバート・フランシス     |                                     | 高山栄                               |
| ハーディン       | ジェリー・パリス         |                                     | 西村知道                             |
| ブレイクリー     | ワーナー・アンダーソン   |                                     | 阪脩                                 |
| チャーリー       | E・G・マーシャル         |                                     | 久松保夫                             |
| メイ・ウィン     | メイ・ウィン             |                                     | 小谷野美智子                         |
| キース夫人       | キャサリン・ウォーレン   |                                     | 市川千恵子                           |
| デヴリース       | トム・タリー             |                                     | 内田稔                               |
| ペインター       | アーサー・フランツ       |                                     | 野島昭生                             |
| スチルウェル     | トッド・カーンズ         |                                     | 徳丸完                               |
| ホリブル         | クロード・エイキンズ     |                                     | 宮村義人                             |
| エングストランド | デヴィッド・アルパート   |                                     | 金尾哲夫                             |
| ラビット         | ハーバート・アンダーソン |                                     | 石井敏郎                             |
| ウィテカー       | ジェームズ・エドワーズ   |                                     | 山本敏幸                             |
| ウィンストン     | エドワード・ラグナ       |                                     | 龍田直樹                             |
| 不明 その他      |                          | 須永宏                              |                                      |
|                  |                          |                                     |                                      |
| 演出             | 演出                     |                                     | 小林守夫                             |
| 翻訳             | 翻訳                     |                                     | 飯嶋永昭                             |
| 効果             | 効果                     |                                     | 遠藤堯雄                             |
| 調整             | 調整                     |                                     | 伊東忠美                             |
| 制作             | 制作                     |                                     | 東北新社                             |
| 解説             | 解説                     |                                     | 高島忠夫                             |
| 初回放送         | 初回放送                 | 1969年11月10日 『月曜ロードショー』 | 1979年9月28日 『ゴールデン洋画劇場』 |

## ノミネート
- 第27回アカデミー賞（1955年）
  - 作品賞
  - 主演男優賞（ハンフリー・ボガート）
  - 助演男優賞（トム・テューリー）
  - 脚色賞（スタンリー・ロバーツ）
  - 作曲賞ドラマ・コメディ部門（マックス・スタイナー）
  - 録音賞（ジョン・P・リヴァダリー）
  - 編集賞（ウィリアム・A・ライアン）